# Municipio de Maple Lake
El municipio de Maple Lake (en inglés: Maple Lake Township) es un municipio ubicado en el condado de Wright en el estado estadounidense de Minnesota. En el año 2010 tenía una población de 2048 habitantes y una densidad poblacional de 22,84 personas por km².

## Geografía
El municipio de Maple Lake se encuentra ubicado en las coordenadas 45°14′19″N 93°57′53″O / 45.23861, -93.96472. Según la Oficina del Censo de los Estados Unidos, el municipio tiene una superficie total de 89.65 km², de la cual 81,98 km² corresponden a tierra firme y (8,55 %) 7,67 km² es agua.

## Demografía
Según el censo de 2010, había 2048 personas residiendo en el municipio de Maple Lake. La densidad de población era de 22,84 hab./km². De los 2048 habitantes, el municipio de Maple Lake estaba compuesto por el 98,14 % blancos, el 0,1 % eran afroamericanos, el 0,1 % eran amerindios, el 0,34 % eran asiáticos, el 0,39 % eran de otras razas y el 0,93 % eran de una mezcla de razas. Del total de la población el 1,03 % eran hispanos o latinos de cualquier raza.